# Alliance pour la démocratie directe en Europe
L’Alliance pour la démocratie directe en Europe (ADDE ; en anglais : Alliance for Direct Democracy in Europe) est un ancien parti politique européen fondé en 2014 et composé de partis membres du groupe Europe de la liberté et de la démocratie directe.

## Historique
Né en 2014, il se compose de partis politiques eurosceptiques. Au niveau des groupes politiques au Parlement européen, il est affilié à l’Europe de la liberté et de la démocratie directe. Il est reconnu par le Parlement européen en 2015. Trois membres du UKIP, le principal mouvement de l’ADDE, ont choisi de ne pas appartenir au parti.
Pour l’année 2015, la subvention maximale concédée par le parlement est de 1 241 725 €, avec en plus, 730 053 € pour sa fondation politique, l’Initiative pour la démocratie directe en Europe (IDDE).
En novembre 2016, le Parlement européen lance une procédure contre l'Alliance pour la démocratie directe en Europe pour avoir utilisé des fonds européens dans le financement de neuf sondages réalisés dans le cadre des élections générales britanniques de 2015 pour le compte de UKIP. L'ADDE est alors contrainte de rembourser 172 655 euros et ne reçoit pas les 20 % restants de la subvention (soit 248 345 euros) qui lui avait été allouée au titre de l'année 2015. Aussi, le parti belge membre de l'ADDE, le Parti populaire est accusé d'avoir bénéficié de quelque 23 000 euros pour l'organisation d'un congrès et la diffusion d'un journal. L'ADDE réagit alors par un communiqué, se disant victime d'un « harcèlement délibéré ».
Pour ne pas s'être enregistrée auprès de l'Autorité pour les partis politiques européens et les fondations politiques européennes (l'organisme chargé d'enregistrer, contrôler et superviser l'accès et l'utilisation des fonds) dans les délais, l'ADDE se prive de fonds européens pour l'année 2018 alors qu'elle pouvait prétendre à recevoir entre 1 500 000 et 1 800 000 d'euros,.

## Partis membres et observateurs

### Partis membres
| Pays        | Parti - MEP                    | Députés européens | Députés nationaux |
| ----------- | ------------------------------ | ----------------- | ----------------- |
| Belgique    | Parti populaire                | 0 / 22            | 1 / 150           |
| France      | Debout la France               | 1 / 72            | 1 / 577           |
| France      | Joëlle Bergeron (indépendante) | 1 / 72            | 0 / 577           |
| Lituanie    | Ordre et justice               | 1 / 11            | 11 / 141          |
| Pays-Bas    | Pour les Pays-Bas (nl)         | 0 / 26            | 0 / 150           |
| Pologne     | Robert Iwaszkiewicz (Liberté)  | 1 / 51            | 0 / 460           |
| Royaume-Uni | UKIP                           | 22 / 73           | 0 / 650           |
| Suède       | Démocrates de Suède            | 2 / 22            | 49 / 349          |

### Parti observateur
| Pays               | Parti     | Députés européens | Députés nationaux |
| ------------------ | --------- | ----------------- | ----------------- |
| République tchèque | Petr Mach | 1 / 21            | 0 / 200           |

## Positionnement politique
Le mouvement lutte pour la construction d'une Europe respectueuse de la volonté des peuples et de la souveraineté des États qui la composent. Pour cela, il souhaite permettre à chaque pays de retrouver la liberté et la maitrise de ses lois, de son budget et de ses frontières. L'objectif affiché est de défendre une Europe des coopérations et projets (à l'image d'Airbus, Ariane, etc.) qui soient basés sur une participation volontaire des États et axés sur la création d'emplois, l'innovation, la recherche et le développement. 
Comme son nom l'indique, l'alliance demande à favoriser la transparence politique, la démocratie directe à travers l'ensemble du continent européen et soumettre au référendum toute décision qui consisterait à un transfert de souveraineté d'un État membre à l'Union européenne. Les membres qui composent cette alliance dénoncent régulièrement la bureaucratie et le caractère arbitraire des institutions européennes actuelles.